# Nastolatki (film)
Nastolatki (oryg. ang. She's Too Young) – amerykański film obyczajowy z 2004 roku.

## Główne role
- Marcia Gay Harden - Trish Vogul
- Alexis Dziena - Hannah Vogul
- Mike Erwin - Nick Hartman
- Miriam McDonald - Dawn Gensler
- Megan Park - Becca White
- Gary Hudson - Bill Vogul
- Deborah Odell - Ginnie Gensler
- Rhonda McLean - Kathleen White
- Joe Dinicol - Tommy
- Karen Glave - Lauren James
- John White - Brad
- David Christoffel - Tom White
- P.J. Crosby - Tess Gensler
- Lise Cormier - Amanda
- Christine Dunsworth - Heather

## Fabuła
Trish jest pracującą matką. Nagle odkrywa, że jej córka Hannah sypia z kilkoma mężczyznami, choć ma tylko 14 lat. Matka postanawia wyjaśnić sprawę, nie spuszczając z Hannah oka...